# G.I.

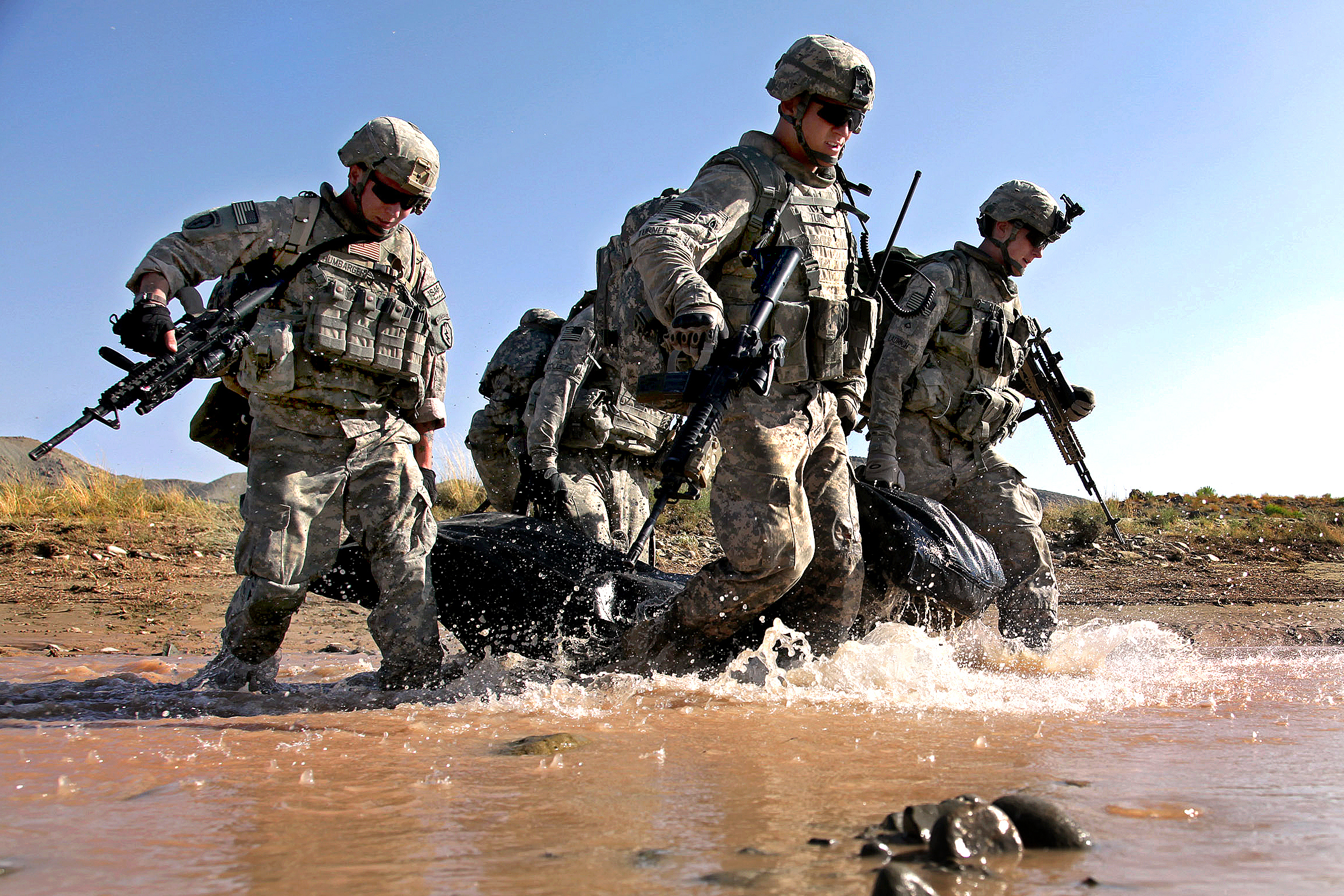
Amerikaanse soldaten in Afghanistan (2009)

G.I. is een bijnaam voor een  militair van de VS (vergelijkbaar met het Nederlandse Jan Soldaat), populair gemaakt in de Tweede Wereldoorlog. De afkorting stond oorspronkelijk voor galvanized iron (gegalvaniseerd ijzer), wat gedrukt stond op metalen vuilnisemmers van het  leger van de VS in de Eerste Wereldoorlog. Later werd aangenomen dat G.I. stond voor Government Issue (vrij vertaald: Rijkseigendom).
Deze afkorting werd vanaf toen gebruikt om militaire eigendommen te markeren, zoals op uniformen, helmen, laarzen en rantsoenen. Toen de militairen naamplaatjes moesten gaan dragen ter identificatie van levende en vooral dode militairen werd dit beschouwd als een cynische toevoeging aan het – vervangbare – militaire materieel in rijkseigendom. Sindsdien werd G.I. een term die zowel gold voor  militair materieel als voor een  militair van de VS in het algemeen.
Door de slechte connotatie van Government Issue wordt General Infantry soms ten onrechte als officieuze betekenis aan G.I. toegevoegd.
De term “G.I.” werd na de Tweede Wereldoorlog gebruikt als benaming voor een hele oorlogsgeneratie, de “G.I.Generatie” of Grootste Generatie (geboren 1901-1927).